# Sonic the Hedgehog 3
Sonic the Hedgehog 3 – trzecia gra z serii Sonic the Hedgehog wydana na konsolę Sega Mega Drive. Jest pierwszą grą, w której pojawia się początkowy rywal i późniejszy przyjaciel Sonica, Knuckles. Muzyka do gry została częściowo skomponowana przez Michaela Jacksona.